# Dźantar Mantar (Jaipur)
Dźantar Mantar (hindi: जंतर मंतर, ang. Jantar Mantar) – obserwatorium astronomiczne w Jaipurze w Radżastanie (Indie), wzniesione na początku XVIII wieku z inicjatywy maharadży Sawai Jai Singha II (1688–1743), znanego z zamiłowania do astronomii. Na terenie obserwatorium znajduje się największy na świecie zegar słoneczny i astrolabium. Najlepiej zachowany kompleks wśród dawnych obserwatoriów indyjskich, w 2010 roku wpisany na listę światowego dziedzictwa UNESCO.

## Historia
Budowa obserwatorium była ściśle związana z założeniem nowej stolicy państwa przez maharadżę Sawai Jai Singha II, który w 1727 roku zlecił bengalskiemu architektowi Vidaydharowi Bhattacharyi zbudowanie miasta od podstaw – Jaipuru. Obserwatorium zlokalizowano w bezpośrednim sąsiedztwie pałacu maharadży, który znany był z zamiłowania do matematyki, architektury i astronomii. Ośrodek powstał na idealnie płaskim placu, prace prowadzone przy udziale 23 astronomów zakończono w 1738. Obserwatorium w Jaipurze jest największym i najlepiej zachowanym z pięciu obserwatoriów zbudowanych przez Singha – pozostałe to:
- Dźantar Mantar w Delhi
- obserwatorium w Varanasi (częściowo w ruinie)
- obserwatorium w Ujjain (częściowo w ruinie)
- obserwatorium w Mathurze (niezachowane do naszych czasów)

W obserwatorium w Jaipurze pracowało ok. 20 astronomów, prowadząc badania z zakresu astronomii sferycznej – prowadząc obserwacje nieba, uaktualniając tablice astronomiczne i przewidując zaćmienia. Prace w Jaipurze pozwoliły na ustalanie lokalnego czasu i kalendarza. Obserwatorium świadczyło również przepowiednie astrologiczne oraz prognozy meteorologiczne, przepowiadając m.in. monsuny.
Obserwatorium zaprzestało działalności ok. 1800 roku. Część instrumentów w części zachodniej została zburzona pod budowę świątyni, a w innej części rozpoczęto produkcję armat.
Pierwszą restaurację obiektu przeprowadzono w 1876 roku za panowania maharadży Ram Singha II, jednak wszelkich prac zaprzestano po śmierci władcy w 1880 roku. Na początku XX wieku obserwatorium zostało gruntownie odnowione, przeprowadzono całkowitą restaurację wszystkich instrumentów a zniszczone – odbudowano. Po odzyskaniu przez Indie niepodległości w 1947 roku, obserwatorium stało się własnością Radżastanu, w 1948 roku zostało wpisane na listę zabytków i objęte ochroną.
W 2010 roku obiekt został wpisany na listę światowego dziedzictwa UNESCO.

## Nazwa
Trzy obserwatoria Singha w Delhi, Jaipurze i Ujjain znane są pod nazwą Dźantar Mantar. Obserwatorium w Delhi funkcjonuje pod tą nazwą od ponad 200 lat. W dokumentach archiwalnych Jaipuru tamtejsze obserwatorium występuje pod nazwą Dźantra, która w języku potocznym została zniekształcona do Dźantar. W mowie potocznej często do nazwy jednoczłonowej dodawano drugi, najczęściej nic nieznaczący wyraz do rymu dla nadania emfazy, w tym przypadku Mantar – stąd nazwa Dźantar Mantar.

## Instrumenty
Obserwatorium składa się z 18 obiektów służących m.in. do ustalania azymutu i pozycji gwiazd, określania dat zaćmień Słońca i wysokości nad poziomem morza. Do głównych instrumentów w obserwatorium należą m.in.:
- Samrat jantra – największy zegar słoneczny na świecie, z gnomonem o wysokości 22,6 m i dwoma kwadrantami ze skala czasu o promieniu 15,15 m, mierzący czas lokalny z dokładnością do 2 sekund[8]
- Sasthamsa jantra – instrument do pomiaru kątów 0-60° i ustalania zenitu słońca i innych gwiazd[8]
- Dźajaprakasz jantra – instrument złożony z dwóch półkul o średnicy 5,4 m odbijających odwrócony obraz nieba, umożliwiający obserwatorom swobodne poruszanie się po ich wnętrzach, by sporządzać odczyty[8]
- Ram jantra – instrument złożony z dwóch cylindrycznych struktur z gnomonem pośrodku do ustalania azymutu ciał niebieskich; w obserwatorium znajdują się dwa instrumenty tego typu[8]
- Dhruva Darsaka jantra – niewielka trapezoidalna struktura wskazująca Gwiazdę Polarną[8]
- Nadiwalaja jantra – instrument złożony z dwóch równoległych dysków o średnicy 3,7 m do określania równonocy[8]
- Krantiwritta jantra – nieukończony instrument złożony z okrągłej płyty o średnicy 3,4 m zorientowanej równolegle do równika do pomiaru długości i szerokości ekliptycznej ciał niebieskich[8]
- Krantiwritta II – mniejsza wersja Krantiwritty jantry zorientowana po katem 23,27° w stosunku do równika[8]
- Dakszinottara Bhitti jantra – obejmuje dwa instrumenty do wyznaczania położenia ciał niebieskich w układzie współrzędnych horyzontalnych[8]
- Jantra Radż – struktura oparta na trzech filarach podtrzymująca dwie belki, z których zwisają brązowe astrolabium o średnicy 2,43 m – największe na świecie i okrągła płyta o średnicy 2,1 m, służąca do obserwacji planet, wyznaczania ich rotacji, a także do określania dat zaćmień Słońca[8]
- Czakra jantra – instrument złożony z dwóch mosiężnych kół umieszczonych w pionie i poruszających się w poziomie w celu ustalenia momentu górowania ciał niebieskich na południku niebieskim[8]
- Digamsa jantra – instrument złożony z pionowego filaru o wysokości 1 m otoczony współosiowymi ścianami do pomiaru odległości kątowych[8]
- Unnathamsa jantra – instrument złożony z brązowego koła o średnicy 5,35 m, podtrzymywany przez słupy i łuki, używany do pomiaru wysokości ciał niebieskich[8]
- Rasiwalaja – zespół 12 gnomonów do wyznaczania koordynat w układzie ekliptycznym ciał niebieskich z 12 gwiazdozbiorów zodiaku[8]
- Kapala jantra – instrument złożony z dwóch wklęsłych półkul położonych na osi wschód-zachód, służący do ustalania koordynat ciał niebieskich zarówno w układzie współrzędnych astronomicznych, jak i w układzie współrzędnych równikowych[8]
- Laghu Samrat jantra – mniejsza wersja Samrat jantry[8]